# Lineus collaris
Lineus collaris är en djurart som tillhör fylumet slemmaskar, och som först beskrevs av Schmarda 1859.  Lineus collaris ingår i släktet Lineus och familjen Lineidae. Inga underarter finns listade i Catalogue of Life.